# 木根尚登
木根 尚登（きね なおと、1957年9月26日 - ）は、日本の音楽家、小説家、音楽プロデューサー。本名同じ。
身長174cm、体重66kg、血液型はB型。東京都立川市出身。山梨県上野原市の日本大学明誠高等学校卒業。

## 略歴
1979年、SPEEDWAYのピアニスト・キーボーディストとしてシングル「夢まで翔んで」でデビュー。その後、1983年に小室哲哉、宇都宮隆とTM NETWORK（以下TM、1990年以降はTMN、1999年から再びTM）を結成、ギタリストに転向する。ソロのシンガーソングライターとしても活動。親友の宇都宮とは小学校から高校の同級生で、50年に亘る付き合い。
音楽の原点は吉田拓郎やかぐや姫などのフォークソングであり、10代の頃からアコースティック・ギターおよびピアノを演奏していた。SPEEDWAY時代はキーボードおよびピアノを担当。エレクトリック・ギターはTM結成から数年後に本格的に始めている。しかし、エレクトリック・ギターの演奏はカッティングが主体で、レコーディングでの収録や、ライブでのギターソロや目立つパートは松本孝弘や葛城哲哉などサポートギタリストに任せることも多い。
1989年、小室に勧められ執筆した小説『CAROL』を発表。これを皮切りにファンタジー、絵本（文のみ）からエッセイ、自叙伝、サスペンスまで幅広いジャンルで執筆、コンスタントに出版。作詞に取り組んでいる。小室の愛犬をモデルに描いた小説『ユンカース・カム・ヒア』は、後にアニメ化され、作品中に父親役で声優にも挑戦。TMのスポークスマンを務めている。

## 人物
3人兄弟の次男で、兄と弟が1人ずついる。実家は水道工事店を経営しており、兄が継いでいる。宇都宮と小学生時代からの親友で、付き合いは50年以上に亘る。
かつては喫煙しており、一日にタバコ（TMの時はイメージ作りのために外国産に替えたという）を3箱吸う程の愛煙家だったが、現在は禁煙している。
TMNのメンバーの中ではただ一人常時サングラスをかけているのが特徴で、TM結成時に、当時のビジュアルコーディネーターから坊主頭を提案され拒否したところサングラスが提案され受け入れた。しかし、常にサングラスをかけたことで視力が0.01にまで大きく落ちた（現在は訓練を受け回復、私生活でサングラスは常用しない）。またTM時代、シングル・アルバム『Self Control』のジャケットで初めてサングラスを外し、TMN時代「Love Train」のMVで眼鏡をかけた。
子供は娘と息子が1人ずつおり、娘は女優の木根早織（現在は名前をshaoと変更して活動）である。
2009年8月10日に東京都港区南青山の路上で歩行者との接触事故を起こした。この件に関して、所属事務所を通じて謝罪コメントを発表した。
2014年5月28日夜放送、毎日放送のバラエティ番組「今だから言えるナイショ話」（関西ローカル番組）に出演した際、「Get Wild」ではギターを弾かず、弾いているフリだけの「エア・ギターだった」と告白した。もともとTMでは小室とともにキーボードを演奏していたが、リーダーである小室の「キーボード2人では地味だし、木根（アコースティック）ギター弾いていたからエレキ（エレクトリック・ギター）も出来るはず」の一言がきっかけで、ギターを担当することになった。しかし「アコギとエレキは全く違う。エレキは弾いたことがない」と伝えたが「音を出さず弾く振りをしていれば良い」と言われ、それに従った（実際のライブにおいての木根のエレキギターからは小音量ながらも音が出ている）。また後のテレビ番組で、1stツアー以降は自身で演奏しており、（初出の）バラエティ番組の演出で歪められた部分があった。自身もその方がネタになるならと安易に乗ってしまったと述べている。そのネタを木根が逆手に取り、実際に「Get Wild」をエレキギターで演奏した動画を木根自らニコニコ動画に投稿したところ、再生回数が約40万回に迫る反響を呼んだ。
木根は本来マルチプレイヤーであるが、エレキギターにあまり興味を示さなかった理由については、アマチュア時代を描いた自伝的小説『八王子のレッド・ツェッペリン』にも書かれている。バンド活動するにあたって、エレキギターの上手いギタリストは層が厚く、探すのに苦労せず、自ら練習して習得する必要がなかったためである。
小室から「良い意味で器用な作曲家だと思う。『こういうメロディしか書けません』って事がない。色んなメロディを書きながらも、個性的なものは必ず入っているから」と評されている。
久保こーじから「ポップスのよくある手法は割と使わない。コードをやたらと動かすので、『アレンジャー泣かせ』と言われている。本人は『洋楽志向』だと言ってるけど、その割には洋楽でよくある『Aメロと同じコードをリフにも持っていく』という発想がない」「Aメロ→Bメロ→サビがきちんと用意された展開で、曲のテイストが一貫している」 と評されている。
創価学会員で、副芸術部長を務める。

## 年表
- 1979年、ロックバンドSPEEDWAYのピアニスト・キーボーディストとしてシングル『夢まで翔んで』でデビュー。
- 1983年、小室哲哉・宇都宮隆と共にTM NETWORKを結成。主にギターを担当。以降はピアノ、ハーモニカ、コーラス、ベース、作曲なども手がけている。
- 1984年4月、TMがEPIC・ソニーからシングル・アルバム同時発売でレコード・デビュー。
- 1985年、渡辺美里のアルバム『eyes』に楽曲を提供。以来数多のアーティストに楽曲提供を始める。
- 1987年4月、TMの9thシングル「Get Wild」がアニメ「シティーハンター」のED曲に採用、グループ初めてのトップ10入りとなる大ヒット、後のTMの代表曲となる。
  - 8月、TEENS' MUSIC FESTIVAL '87全国大会の司会を上柳昌彦と務める[8]。
- 1989年4月、「CAROL」で小説家デビュー。
- 1990年、 TM NETWORKがTMNにリニューアル。TMNのアルバム『RHYTHM RED』収録の『LOOKING AT YOU』で初のメインボーカル。ニッポン放送で「木根尚登のオールナイトニッポン」パーソナリティを担当。
- 1992年12月、ソロシンガーとしてデビュー。作詞・作曲を手がける。
- 1993年12月、宇都宮隆と共に「Act Against AIDS '93」に出演。以降2005年まで毎年参加。
- 1994年4月、TMN終了。ソロとして音楽活動・執筆活動。
- 1995年、NHK教育「ソリトン・夢ときどき晴れ!」でメインパーソナリティを務める。その際、局側の要望もあってサングラスを外しメガネで出演。また、音楽プロデューサーとしての活動をスタート。
- 1997年、アニメ映画「エルマーの冒険」サウンドトラックを担当。
- 1998年7月、映画「キリコの風景」へ特別出演。
- 1999年7月、TM NETWORKとして活動再開。
- 2003年、松本英子、森口博子それぞれとコラボレーションライブを行う。
- 2005年、音楽監督・役者として舞台「家族対抗歌合戦」に参加。
- 2006年、椎名へきるとユニット・ひだまりの活動を開始。
- 2009年、音楽監督・役者として舞台「天使の涙 〜竜眼堂物語 VOL.1〜」に参加。
- 2016年12月、音楽演劇ユニット「劇団こどもみかん」を設立。2017年2月に旗揚げ公演「結婚なんて、クソくらえっ!」（主演：三倉茉奈、古山憲太郎）を表明した[9]。

ソロ活動と並行して現在に至る。

## エピソード

### TN NETWORK関連
- 宇都宮隆とは小学生時代からの親友。当時、同じクラスに転校してきたばかりでまだ友達がいなかった宇都宮が校庭のブランコに1人でいるのを木根が見かけ、声を掛けたのがきっかけ。
- 1984年にTM NETWORKでデビューした当初、木根は「宇都宮・小室の二人をサポートする謎の第3の男」の設定をされていたためメディアにほとんど登場せず、テレビ・ラジオへの出演や雑誌のインタビューなどのプロモーション活動は全て宇都宮・小室の二人がこなしていた。この設定は翌1985年前半まで続いた。12インチ・シングルをリリースしていたデビュー2・3年目頃、ダンス・ミュージックは自分たちの馴染んだ音楽で無いため、内心戸惑っていたという。1988年の小室のロンドン移住により噂になった海外進出計画が持ち上がった時、もしかしたら脱退しなきゃいけないかもと感じたことがあったという。
- 小室には常に良いようにあしらわれ、1999年には勝手に“マネージャー”に任命され、2004年の20周年の頃には“プロジェクトリーダー”に任命された。小室流のジョークであるが、経緯を知らないマスコミ関係者が真に受け、真面目に木根にインタビューしていた。
- TMN COLOSSEUMについて、ラジオで「僕が知らない間にTMのベスト盤が出た」と語った。

### サングラス
- TN NETWORKのデビューにあたり、当時のビジュアルコーディネーターが、小室に「三つ編みで」、宇都宮に「赤い髪でいこう」とイメージコンセプトを決めていき、最後に木根のビジュアルをどうしようかと話になったところ「君は…坊主頭だな」と述べた。しかし、本人が強く反発したため「じゃあサングラスでもしようか」と譲歩。以降、サングラスをかけるようになり、現在に至るまで木根のトレードマークになっている。このあたりのコンセプトの揺れはデビューシングル「金曜日のライオン (Take it to the lucky)」における"正体不明の第3の男"扱いに垣間見える（書籍『電気じかけの予言者たち』にそのようなやりとりがある）。サングラスをするようになってから視力が0.01にまで落ちたが、2004年に視力回復手術を受け1.5にまで回復した。なお、SPEEDWAY時代はサングラスをかけていない。
- 唯一サングラスではなくメガネで出演していた番組はNHK教育「ソリトン 夢ときどき晴れ!」。木根曰く「NHKは司会者のサングラスは禁[注釈 2]」とのこと。最終回でのライブの時は“アーティスト”として参加したためトレードマークのサングラス姿で演奏。
- 1989年頃放送されていたラジオ番組『TM NETWORK COME ON FANKS!』（TBSラジオ）にて、TMの楽曲「DIVE INTO YOUR BODY」を『ザ・ベストテン』にリクエストしようと呼びかけたところ第4位にて登場（1989年8月3日放送、福岡サンパレスからの中継）。その際「1位になったらサングラスを取る」と宣言（結果は最高2位）。

### その他
- 実家は水道屋で、SPEEDWAY解散からTM NETWORKの活動が軌道に乗るまでは家業を手伝っていた。当時よく実家の営業車を乗り回した。ちなみに青いボティーに黄色の字で「水道110番」と書いてあったため、その車で小室哲哉の家に行くと「近所からよく水道が壊れる家だと思われていたみたいでイヤだったんだよね」、よく助手席に乗せてもらっていた宇都宮は「乗せてもらうと恥ずかしいんだよ」と回想して述べている（『電気じかけの予言者たち 』より）。
- 流行の物や高級品（特に高級外車等）を好む小室とは違い、本人は懐古趣味的で昔年の物を懐かしんで好む傾向があり、車にも特に思い入れはなく無頓着なほうであった。『Get Wild』のヒット以降もコンスタントに楽曲がヒットし、注目度も上がってきていたが、相変わらず古く、程度の悪い国産小型乗用車に乗っていた。しかし、スタッフに説得され仕方なく新車のアウディを購入。その後はシーマ等を乗り継いだ。
- ラジオ番組「HITACHI FAN! FUN! TODAY（ニッポン放送）にゲスト出演した際、木根所有のピアノを弾いていた小室が盛り上って鍵盤の上に乗ったため、（鍵盤が）折れてしまい、それを瞬間接着剤で直していたと話していた。
- 高校時代、宇都宮とTBSテレビ『ぎんざNOW!』に学校に内緒で出演。すぐに学校にバレて怒られ、反省の意味をこめスポーツ刈りにした。
- 20代後半の1980年代中盤時点で結婚して子供も産まれていたが、当時はその件について公に述べることはなかった。特に、小室と木根は結婚して子供もいること（小室は当時子供無）を隠していた。その為、未だに結婚していることを知らないファンも存在する。
- THE ALFEEの坂崎幸之助と仲がよく、とある成人式の会場にて2人で公演をしたことがある。
- タレントの柳沢慎吾が使う警察無線のネタの原型は、木根が柳沢とドラマで共演した際に披露したものである[10]。

## 作品

### シングル
| #                            | 発売日            | タイトル                                           | c/w                                                           | 収録アルバム                           | 規格              | 規格品番   |
| Epic/Sony Records            | Epic/Sony Records | Epic/Sony Records                                  | Epic/Sony Records                                             | Epic/Sony Records                      | Epic/Sony Records |            |
| ---------------------------- | ----------------- | -------------------------------------------------- | ------------------------------------------------------------- | -------------------------------------- | ----------------- | ---------- |
| 1st                          | 1992年12月2日     | 泣かないで                                         | きっと離れられない二人                                        | Roots of The Tree                      | 8cmCD             | ESDB-3343  |
| 2nd                          | 1993年2月21日     | 思い出はクレセント                                 | I'm on Your side <Strings Version>                            | Roots of The Tree                      | 8cmCD             | ESDB-3367  |
| 3rd                          | 1993年7月21日     | もう 戻らない                                      | Don't Turn Away                                               | Never Too Late 〜夢のつづき〜          | 8cmCD             | ESDB-3399  |
| 4th                          | 1995年3月8日      | ホントの君 ウソの君                                | Bye Bye Bye                                                   | liquid sun                             | 8cmCD             | ESDB-3548  |
| 5th                          | 1995年11月1日     | 橋はどこにあるの                                   | 風 太陽 海                                                    | liquid sun                             | 8cmCD             | ESDB-3619  |
| 6th                          | 1996年2月21日     | それでもいいと思ってた                             | 雨音を聴きながら                                              | liquid sun                             | 8cmCD             | ESDB-3663  |
| 7th                          | 1996年9月23日     | REMEMbER ME?                                       | REMEMbER ME? (asian spices mix)                               | REMEMBER ME?                           | 8cmCD             | ESDB-3715  |
| 8th                          | 1997年11月1日     | 誰かが君を愛してる                                 | 友よ、風に抱かれて                                            | The Beginning Place〜始まりの場所〜    | 8cmCD             | ESDB-3806  |
| 9th                          | 1998年5月30日     | UNKNOWN TOWN〜見知らぬ街〜                         | Marching for new day                                          | The Beginning Place〜始まりの場所〜    | 8cmCD             | ESDB-3834  |
| Epic Records                 |                   |                                                    |                                                               |                                        |                   |            |
| 10th                         | 1998年10月21日    | 永遠のスピード                                     | Bless this love (World dub mix)                               | The Beginning Place〜始まりの場所〜    | 8cmCD             | ESDB-3821  |
| R and C                      |                   |                                                    |                                                               |                                        |                   |            |
| 11th                         | 2005年4月8日      | MY BEST FRIEND                                     |                                                               | Life                                   | Maxi              | YRCF-30001 |
| よしもとアール・アンド・シー |                   |                                                    |                                                               |                                        |                   |            |
| 12th                         | 2007年10月10日    | ノックは3回 〜Knock Three Times〜                  | 君への道 色づく街に ノックは3回〜Knock Three Times〜 (長い版) | NEW TOWN STREET                        | Maxi              | YRCN-90000 |
| 13th                         | 2009年1月16日     | 春を待つ                                           | 春を待つ (Studio Live take)                                   | キネベス                               | Maxi              | YRCF-90000 |
| 14th                         | 2010年9月19日     | 夢のさき                                           | 夢のさき (BGM Version)                                        | キネベス                               | Maxi              | YRCF-90001 |
| イロアスコーポレーション     |                   |                                                    |                                                               |                                        |                   |            |
| 15th                         | 2013年11月23日    | リセット                                           | RESET-Long Version-                                           | キネコレ -NAOTO KINE SONGS COLLECTION- | Maxi              | IRCL-1311  |
| 16th                         | 2015年11月1日     | ひかり桜 (旭丘高校ボート部に捧ぐ)/清らかな水の町で |                                                               | キネコレ -NAOTO KINE SONGS COLLECTION- | Maxi              | KINE-2015  |
| 17th                         | 2016年12月21日    | For…〜消せない想い〜/So Happy Day                  |                                                               | アルバム未収録                         | Maxi              | IRCL-1612  |

#### 配信限定シングル（ライブ音源）
- We are starting over（2009年6月24日）
- UNKNOWN TOWN（2009年7月1日）
- LUCY（2009年7月8日）

以降全9週連続リリース。

### アルバム

#### オリジナル・アルバム
|                              | 発売日            | タイトル                            | 規格              | 規格品番                |
| Epic/Sony Records            | Epic/Sony Records | Epic/Sony Records                   | Epic/Sony Records | Epic/Sony Records       |
| ---------------------------- | ----------------- | ----------------------------------- | ----------------- | ----------------------- |
| 1st                          | 1995年12月1日     | liquid sun                          | CD                | ESCB-1697               |
| 2nd                          | 1996年11月25日    | REMEMBER ME?                        | CD                | ESCB-1800               |
| Epic Records                 |                   |                                     |                   |                         |
| 3rd                          | 1998年10月31日    | The Beginning Place〜始まりの場所〜 | CD                | ESCB-1916               |
| R and C                      |                   |                                     |                   |                         |
| 4th                          | 2005年10月26日    | Life                                | CD                | YRCN-11059 (初回限定盤) |
| 4th                          | 2005年10月26日    | Life                                | CD                | YRCN-11069 (通常盤)     |
| よしもとアール・アンド・シー |                   |                                     |                   |                         |
| 5th                          | 2007年4月4日      | 道                                  | CD                | YRCN-11092              |
| 6th                          | 2008年11月19日    | NEW TOWN STREET                     | CD                | YRCN-95017              |
| 7th                          | 2010年4月7日      | 中央線                              | CD                | YRCN-95141              |

#### ミニ・アルバム
|                          | 発売日            | タイトル                       | 規格              | 規格品番          |
| Epic/Sony Records        | Epic/Sony Records | Epic/Sony Records              | Epic/Sony Records | Epic/Sony Records |
| ------------------------ | ----------------- | ------------------------------ | ----------------- | ----------------- |
| 1st                      | 1992年12月12日    | Roots of The Tree              | CD                | ESCB-1339         |
| 2nd                      | 1993年9月9日      | Never Too Late 〜夢のつづき〜  | CD                | ESCB-1424         |
| Rojam Entertainment      |                   |                                |                   |                   |
| 3rd                      | 2001年9月1日      | 浮雲                           | CD                | 568-10032         |
| 4th                      | 2001年11月26日    | 徒然                           | CD                | 568-10052         |
| R and C                  |                   |                                |                   |                   |
| 5th                      | 2002年5月29日     | RUNNING ON                     | CD                | YRCN-31502        |
| 6th                      | 2002年12月21日    | Ci e la musica〜約束された物語 | CD                | YRCN-11001        |
| 7th                      | 2003年11月19日    | Ci e la musica due             | CD                | YRCN-11015        |
| イロアスコーポレーション |                   |                                |                   |                   |
| 8th                      | 2019年6月21日     | R1                             | CD                | KINE-2019         |
| 9th                      | 2020年9月14日     | R2                             | CD                | KINE-2020         |
| 10th                     | 2021年12月31日    | R3                             | CD                | KINE-2021         |

#### セルフカバー・アルバム
|                              | 発売日                       | タイトル                     | 規格                         | 規格品番                     |
| よしもとアール・アンド・シー | よしもとアール・アンド・シー | よしもとアール・アンド・シー | よしもとアール・アンド・シー | よしもとアール・アンド・シー |
| ---------------------------- | ---------------------------- | ---------------------------- | ---------------------------- | ---------------------------- |
| 1st                          | 2012年7月4日                 | キネメロ                     | CD                           | YRCN-95202                   |
| 2nd                          | 2012年9月26日                | キネソロ                     | CD                           | YRCN-95203                   |

#### ベスト・アルバム
|                               | 発売日         | タイトル                               | 規格         | 規格品番     |
| Epic Records                  | Epic Records   | Epic Records                           | Epic Records | Epic Records |
| ----------------------------- | -------------- | -------------------------------------- | ------------ | ------------ |
| 1st                           | 2000年3月23日  | THE BEST OF NAOTO KINE 15 GOODIES      | CD           | ESCB-2123    |
| よしもとアール・アンド・シー  |                |                                        |              |              |
| 2nd                           | 2012年4月18日  | キネバラ                               | CD           | YRCN-95200   |
| 3rd                           | 2012年4月18日  | キネベス                               | CD           | YRCN-95201   |
| Sony Music Direct / ALDELIGHT |                |                                        |              |              |
| 4th                           | 2022年12月24日 | キネコレ -NAOTO KINE SONGS COLLECTION- | Blu-spec CD2 | DQCL-3681/2  |

#### サウンドトラック
|              | 発売日        | タイトル                          | 規格         | 規格品番     |
| Sony Records | Sony Records  | Sony Records                      | Sony Records | Sony Records |
| ------------ | ------------- | --------------------------------- | ------------ | ------------ |
| 1st          | 1997年7月21日 | エルマーの冒険 MY FATHER'S DRAGON | CD           | SRCL-3963    |

### オムニバス
|                              | 発売日                       | タイトル                                         | 規格                         | 規格品番                     |
| Sony Music Direct / GT music | Sony Music Direct / GT music | Sony Music Direct / GT music                     | Sony Music Direct / GT music | Sony Music Direct / GT music |
| ---------------------------- | ---------------------------- | ------------------------------------------------ | ---------------------------- | ---------------------------- |
| 1st                          | 2005年11月2日                | Handmade Gallery〜The Best Works of NAOTO KINE〜 | CD                           | MHCL-661/2                   |

### 映像作品
1. トーク & ライブ in 渋谷公会堂（1998年5月30日）
2. 楽しく学ぶ信心の基本（2006年5月1日、シナノ企画）
3. CONCERT 2006 Talk & Live Vol.10 at Shibuya DUO -Music Exchange-（2007年4月4日）

### 参加作品
| 発売日         | タイトル         | c/w      | 規格     | 規格品番 | 備考                                           |
| エアーズ       | エアーズ         | エアーズ | エアーズ | エアーズ | エアーズ                                       |
| -------------- | ---------------- | -------- | -------- | -------- | ---------------------------------------------- |
| 1996年10月21日 | Brave Love, TIGA |          | 8cmCD    | AYDM-120 | 岸谷五朗を団長とする「地球防衛団」として参加。 |

### タイアップ
| 曲名                              | タイアップ                                                      | 収録作品                                      |
| --------------------------------- | --------------------------------------------------------------- | --------------------------------------------- |
| 思い出はクレセント                | テレビ東京系『トランタン白書』エンディングテーマ                | シングル「思い出はクレセント」                |
| もう 戻らない                     | TBS系花王愛の劇場『子子家庭は危機一髪』主題歌                   | シングル「もう 戻らない」                     |
| ホントの君 ウソの君               | 映画『ユンカース・カム・ヒア』テーマソング                      | シングル「ホントの君 ウソの君」               |
| Bye Bye Bye                       | NHK『日曜ソリトン 夢ときどき晴れ!』エンディングテーマ           | シングル「ホントの君 ウソの君」               |
| 風 太陽 海                        | NHK『日曜ソリトン 夢ときどき晴れ!』エンディングテーマ           | シングル「橋はどこにあるの」                  |
| それでもいいと思ってた            | フジテレビ系『上岡龍太郎にはダマされないぞ!』エンディングテーマ | シングル「それでもいいと思ってた」            |
| REMEMbER ME?                      | 第一興商『通信カラオケDAM』CMソング                             | シングル「REMEMbER ME?」                      |
| 誰かが君を愛してる                | テレビ朝日系『目撃!ドキュン』エンディングテーマ                 | シングル「誰かが君を愛してる」                |
| 友よ、風に抱かれて                | NHK『ふるさとの仲間たち』エンディングテーマ                     | シングル「誰かが君を愛してる」                |
| UNKNOWN TOWN〜見知らぬ街〜        | 映画『キリコの風景』主題歌                                      | シングル「UNKNOWN TOWN〜見知らぬ街〜」        |
| 永遠のスピード                    | 日本テレビ系ドラマShin-D『1998いずみ白書』 主題歌               | シングル「もう 戻らない」                     |
| ノックは3回 〜Knock Three Times〜 | NHK『みんなのうた』2007年10〜11月のうた                         | シングル「ノックは3回 〜Knock Three Times〜」 |
| 武蔵小金井からの手紙              | 日本テレビ系『ぶらり途中下車の旅』エンディングテーマ            | アルバム『中央線』                            |
| 夢のさき                          | 日本テレビ系『ぶらり途中下車の旅』エンディングテーマ            | シングル「夢のさき」                          |

## 楽曲提供
- SERIKA with DOG「CAN TRY AGAIN-TO TK-」「Highway Bus Station」（作曲）
- 浅香唯 「Melody」「雨が雪に変わった夜に」「スターシップ」「Good-bye celebration」「Street Rock」（作曲）
- 村井麻里子 「言いだしかねて」「BEST FRIEND」「Remember」「TO LADY」「TWO CANDLES」「網棚のクリスマスケーキ」（作曲）
- 小森まなみ 「両手いっぱい菜の花にして」「1999・地球（ほし）に願いを…」（作曲）
- 彩恵津子 「なぐさめよりもエールを送るよ」（作曲）
- 佐々木ゆう子「PURE SNOW」「GRADUATION」「ギュッと ずっと…」（作曲・プロデュース）
- 椎名へきる「jungle Life」「嵐のち晴れ」「眠れる森」「あしたは消えない」「Future Star」「MOTTOスイーツ」「Love Your Name」「LOVE TOMORROW」「ひとつの愛になりたい」「Believe」「afresh!」「feel for you,beat forme」「pure〜いつか、きっと〜」「Red」「PROUD OF YOU」「Rolling Lonely Diamond」「レヴェランス」「ファンタジア」「Little by Little」「Always」「熱風」「Clear Sky」「このまま」「ロックンロール・ラヴレター」（作曲）「Happy Bitrthday 〜愛のランナー」（作詞・作曲）
- 清水まなぶ
- 宇都宮隆 「あてのない闇」「HUNDRED NIGHTS, HUNDRED STORIES」「REASON」（作曲）
- 大賀埜々 「Close to the night」（作曲）
- 寺島拓篤 「good night,good bye」（作曲）
- 南野陽子 「うつむきかげん」（作曲）
- 渡辺美里 「eyes」「言いだせないまま」「BORN TO SKIP」「さくらの花の咲くころに」「Kick Off」「こぶし」「No Side」「私が好きな孤独」「点と線」（作曲）
- 日置明子 「Winter comes around」「Reflections」「Clover」（作曲・プロデュース）
- 吉田栄作「LULLABY〜夢のままで〜」（作曲）
- 葛城哲哉「LOVE SONGは歌わない」「愛してることがあたりまえになるほど」（作曲）
- 岸谷五朗「明日、吹く風」（作曲）
- 皆川純子「ネギま! 麻帆良学園中等部 2-A：12月 雪広あやか〜雨上がりの天使」（作曲）
- 前田愛「keep on」「On The Hill　〜風を感じて〜」（プロデュース）
- 木村由姫「何故…」「幸せへの痛み」（作曲）
- 田山真美子 「Timeless Garden」（作曲）
- 未来玲可「ONE SIDED LOVE」（作曲）
- tohko 「YESTERDAY'S DREAM」「seven colors」（作曲）
- 鈴木あみ「あしたの私に会いに来て」（作曲）
- 近藤名奈 「ひとりじゃないから」（作曲）
- 林建亨 「發射」「太陽．自由．我」（作曲）
- 清水まり子「孫つれて」（作曲）
- 田中裕子「恋と愛の距離」（作曲）
- コロッケ「Just A Lonely Man」（作曲）
- 井上和彦「Anixious」「風の香り」（作曲）
- 大谷健吾「Dear Girl Friend」（作曲）
- 仲代奈緒「風の街角」「夢のかけら」「見つめていたい」「あなたが遠い」（作曲）※配信のみでのリリース
- SAKANA「Frozen Flowers」（作曲）
- 石上久美子「夜桜三郎…女形」（作曲）
- 寿美菜子「つきのひかり」（作曲）
- 氷川きよし「hug」[21][22] 「生まれてきたら愛すればいい」「You are you」[23]「WALK」[24]「きみとぼく」[25]（作曲）
- ハート×ストリングス 「ノイジー☆ノスタルジー」[注釈 6]（作曲）
- AYAKAプロジェクト「風になれたら」[注釈 7]（作曲）
- 森口博子「BEYOND THE TIME 〜メビウスの宇宙を越えて〜 / with TM NETWORK」[32]（コーラス）
- SKE48 teamS「旅立てジャック」「嵐からの隠れ場所」「LOVE RENOVATION」「青春Growing」「ともだち」「マイ・ドリーム」（作曲）

## 書籍

### 小説
1. CAROL
2. ユンカース・カム・ヒア
3. ユンカース・カム・ヒア2
4. 月はピアノに誘われて
5. 夢の木
6. 武蔵野蹴球団（文庫版：いつか見た遠い空）
7. 夢のつづき
8. いつか逢える日に
9. それでもいいと思ってた
10. 八王子のレッド・ツェッペリン
11. P
12. 天使の涙
13. 北京オペラ
14. ずっと好きだった - 1999年9月25日、角川書店。「NAOTO KINE 1999 TALK&LIVE Vol.5〜ずっと好きだった〜」の全演目を収録した短編小説[33]。小説のテーマ曲「We are starting over〜ずっと好きだった〜」が小室みつ子作詞で制作された。そのインストゥルメンタルバージョンはTM NETWORKのアルバム『キヲクトキロク 〜 Major Turn-Round』に収録。
15. 僕を忘れないで
16. 七つの角笛〜Ci è la musica〜

### ノンフィクション
1. えんぴつを削って
2. A TREE OF TIME
3. まっすぐ進む　夢へのヒント54
4. 電気じかけの予言者たち
5. 続・電気じかけの予言者たち
6. 新・電気じかけの予言者たち
7. 真・電気じかけの予言者たち
8. LOST FOODS 僕らの食べものが危ない!

### 絵本
- 丸い形の青い空 （絵・あおきひろえ）
- 「おに」と名づけられた、ぼく（原案・寺井広樹、絵・もずねこ）

### 写真集
- 歌酔曲（KAYOU KYOKU）

## 出演

### テレビ番組
- アナ☆パラ（2008年4月 - 7月、日本テレビ） - 水曜日コメンテーター
- M-VOICE（テレビ大阪）
- radio TK（フジテレビ）
- club TK（BSフジ）
- 木根テレ!（BSフジ） - 音楽通販バラエティー
- オレたちは風（1994年10月7日-12月23日、北海道テレビ）※ドラマ初出演
- 踊る!さんま御殿!!（2014年7月28日、日本テレビ）※娘の木根早織と共演
- しくじり先生　俺みたいになるな!!　3時間スペシャル（2016年1月11日、テレビ朝日）※上記の「エアギター」の件も含めた長年に渡る本人の苦悩の日々を告白
- 5時に夢中!（2016年6月3日、TOKYO MX） - ゲストコメンテーター[34]
- 明石家さんまのコンプレッくすっ杯（2016年9月23日、テレビ朝日）※「ウソついてました代表」のメンバーとして出演[注釈 8]
- 勇者ヨシヒコと導かれし七人 第7話（2016年11月18日、テレビ東京） - 兄様の後を追うヒサが変身したキャラ 役 ※宇都宮隆も同じ役名で出演[35]
- かえるのピクルス - きもちのいろ -（2020年、BS12 トゥエルビ） - 声の出演[36]
- 辰巳琢郎の葡萄酒浪漫（2022年2月20日・27日〈前・後編〉、3月20日・27日〈前・後編〉、BSテレ東） - 両回とも原日出子とゲスト出演[37]

### ラジオ
- 木根尚登の〜立川の空から〜（2024年4月5日 - 、FMたちかわ）

過去
- TMNウツと木根くん（TBSラジオ「岸谷五朗の東京RADIO CLUB」 内包番組）
- SUNDAY SPECIAL にちよう道楽王（文化放送）
- LIPS PARTY 21.jp（文化放送）
- 木根尚登のオールナイトニッポン（1990年1月 - 1991年2月、ニッポン放送） - 水曜一部
- 木根尚登 フィールト・オブ・マインズ（TOKYO FM）
- 木根・英美のHANAKING（JFN系）
- 木根尚登 えんぴつを削って（1988年 - 1990年、NACK5）
- LOVE PARADE STREET（bayfm）
- CATCH A BRAND NEW（bayfm）
- REMEMBER ME?（1997年、FM-FUJI）
- KINETTALK（1997年4月 - 1999年3月、FM-FUJI）
- 木根尚登 ハックルベリィ・フィンの子供たち（AIR-G'）
- サークルKpresents BEAT CLUB（FM AICHI）
- 木根尚登のニュー・タウン・ストリート（2008年10月3日 - 、K-MIX） - 毎週金曜）[38]
- 木根尚登のMY HOME TOWN（FMたちかわ制作）
- 木根ラジ!（ソニー・ミュージックダイレクト運営「OTONANO」サイト内ネットラジオ、2015年10月23日・30日、11月13日・20日） - 木根尚登ソロプロダクツ再発売記念インターネット特別番組
- 夜は行け行け！ド〜ンと歌謡曲（2020年4月 - 2024年3月、ジェイクランプ制作、全国コミュニティFM局で放送。2022年6月より11月までFMヨコハマでも放送）

### 舞台
- 株式会社893（2011年9月7日 - 11日、赤坂レッドシアター）

### インターネット動画
- つか金フライデーDOUGAフジテレビ無料動画サイト - （2011年3月31日 - 6月30日、みさんが!）

### 配信番組
- 上柳昌彦と坂本梨紗のおしゃべりぞーん（2025年7月4日・11日、YouTube）[39]

### 映画
- HK 変態仮面 アブノーマル・クライシス（2016年、東映） - 『情報ライブ キネ屋』キャスター 役